# Кудрявцев, Вадим Михайлович
Вадим Михайлович Кудрявцев (1925—1998) — советский и российский учёный и педагог, доктор технических наук, профессор. Лауреат Премии Совета Министров СССР (1981) и Государственной премии СССР (1985). Заслуженный деятель науки и техники РСФСР (1975). Основатель научно-педагогической школы в области теории, расчета и отработки ракетных двигателей.

## Биография
Родился 20 октября 1925 года в Москве.
С 1941 по 1942 годы в период Великой Отечественной войны В. М. Кудрявцев  был членом отряда Противовоздушной обороны Москвы и работал слесарем на Московском заводе имени С. М. Будённого. С 1942 по 1948 годы проходил обучение в Московском авиационном институте имени Серго Орджоникидзе, свою дипломную работу защитил по теме: «форсирование жидкостного ракетного двигателя ракеты Р-1» под руководством С. П. Королёва. С 1948 года работал инженером-конструктором в Опытном конструкторском бюро-1 НИИ-88. В 1949 по 1952 годы обучался  в аспирантуре при МВТУ имени Н. Э. Баумана, после чего им была  защищена диссертация на соискание учёной степени кандидата технических наук по теме: «Обоснование эффективности применения пористых систем для организации внутреннего охлаждения камер жидкостных ракетных двигателей».
С 1951 года на педагогической работе: с 1952 по 1961 годы работал в должностях  — ассистента, старшего преподавателя, заместителя заведующего и с 1961 по 1994 годы — заведующего кафедрой «Ракетные двигатели» МВТУ имени Н. Э. Баумана, одновременно с преподавательской деятельностью с 1971 по 1988 годы В. М. Кудрявцев являлся — заведующим Отделением Э-1 НИИ проблем машиностроения. В 1966 году В. М. Кудрявцев защитил диссертацию на соискание ученой степени доктора технических наук.  Под научным руководством В. М. Кудрявцева были защищены более 40 кандидатских и докторских диссертаций, был членом Учёного совета — ЦИАМ имени П. И. Баранова, ФГУП «Союз». В 1993 году избран действительным членом Российской академии космонавтики имени К. Э. Циолковского.
В 1978 году Указом Президиума Верховного Совета РСФСР «за большие заслуги в научной деятельности» В. М. Кудрявцев был удостоен почётного звания — Заслуженный деятель науки и техники РСФСР.
В 1985 году Постановлением ЦК КПСС и Совета Министров СССР «за учебник «Основы теории и расчёта жидкостных двигателей» (1983, 3-е издание)» В. М. Кудрявцев был удостоен Государственной премии СССР.
Умер 23 июля 1998 года в Москве.

## Награды

### Премии
- Государственная премия СССР (1985 — «за учебник «Основы теории и расчёта жидкостных двигателей» (1983, 3-е издание)»[4])
- Премия Совета Министров СССР (1981[3])

### Звания
- Заслуженный деятель науки и техники РСФСР (1978[5])